# Кларк (окръг, Айдахо)
Вижте пояснителната страница за други населени места с името Кларк.
Окръг Кларк (на английски: Clark County) е окръг в щата Айдахо, Съединени американски щати. Площ 4572 km² (2,11% от площта на щата, 18-о място). Население – 873 души (2017), 0,06% от населението на щата, последно 44-то място, гъстота 0,19 души/km². Административен център град Дюбоа.
Окръгът се намира в източната част на щата. Граничи със следните окръзи: на изток – Фримонт, на юг – Джеферсън, на югозапад – Бют, на запад – Лими и на север – с щата Монтана. Южната част на окръга е заета от най-горната, североизточна част на обширната планинска равнина на река Снейк, като надморската височина варира от 1500 до 1700 m. В северната част, по границата с щата Монтана на запад от прохода Монида (6823 f, 2080 m) се простират южните склонове на мощния планински хребет Битрлрут с връх Скот Скот 11 393 f (3472 m), а на изток от прохода – планината Сентинел (връх Балди 9900 f, 3017 m). От север на юг, в източната част на окръга протича пресъхващата река Камас.
Най-голямото селище в окръга е административният център градчето Дюбоа 677 души (2010 г.), в което живеят над 77% от населението на окръга.
През окръга, от юг на север, на протежение от 37 мили (60 km), преминава участък от Междущатска магистрала .
Окръгът е образуван на 1 февруари 1919 г. и е наименуван в чест на Сам Кларк, сенатор в конгреса на САЩ от щата Айдахо.